# Vira Silenti
Vira Silenti (Nápoles, 16 de abril de 1931 - Roma, 1 de noviembre de 2014) nombre de nacimiento Elvira Giovene, fue una actriz italiana.

## Filmografía
- 1950, Toto Tarzan
- 1950, Toselli
- 1953, Los inútiles
- 1953, Los apasionados
- 1954, La casa del recuerdo
- 1955, Lo que nunca muere
- 1959, El hijo del corsario rojo
- 1959, Vacaciones de invierno
- 1960, Hijo de Sansón
- 1961, El gigante del Valle de los Reyes
- 1961, La historia de José y sus hermanos
- 1962, La maldición de la bruja
- 1964, El puente de los suspiros